# Râul Blândești
Râul Blândești este un curs de apă, afluent al râului Jijia. 